# Bittacus livingstonei
Bittacus livingstonei is een schorpioenvlieg uit de familie van de hangvliegen (Bittacidae). De wetenschappelijke naam van de soort is voor het eerst geldig gepubliceerd in 1981 door Jason Gilbert Hayden Londt.
De soort komt voor in Malawi.